# Agender New Zealand
Agender New Zealand est une association de soutien pour les personnes transgenres et leurs familles, de Nouvelle-Zélande. Fondée en 1996, Agender travaille avec des personnes au cas par cas, mais elle intervient aussi dans des conférences nationales.
Les précédentes conférences d'Agender ont eu comme participant notable le maire de Wellington, Kerry Prendergast, Wellington Central MP Grant Robertson, Carmen Rupe,, Sarah Lurajud, la ministre de la justice Lianne Dalziel et Fuimaono Karl Pulotu-Endemann.
Agender a été une partisane active, du projet de loi de Georgina Beyer (Human Rights (Gender Identity) Bill) qui a été abandonné en 2006, après qu'un avis juridique ait montré que les personnes transgenres étaient déjà dans le champ d'application de la Loi sur les Droits de l'Homme (en).